# Stanwell Park
Stanwell Park – miasto w Australii, w stanie Nowa Południowa Walia nad Oceanem Spokojnym.